# Vangede Sogn
Vangede Sogn er et sogn i Gentofte Provsti i Helsingør Stift. Sognet ligger i Gentofte Kommune i Region Hovedstaden. 

## Historie
Vangede Sogn blev etableret i 1931. Indtil da havde området omkring byen Vangede været en del af Gentofte Sogn, og kirkegængere i Vangede var henvist til at benytte Gentofte Kirke, der ligger på den anden side af Gentofte Sø. I begyndelsen af 1900-tallet blev området omkring Vangede kraftigt udbygget, hvilket betød en stigning i områdets befolkningstal. For at imødekomme de lokale kirkegængeres behov købte menighedsrådet i Gentofte i 1918 en villa i Vangede, hvor der blev indrettet en kirkesal til beboerne i Vangede, ligesom der blev ansat en præst til menigheden i Vangede.
I 1925 købte meningshedrådet de tomme skolebygninger på Vangede Bygade 45, der var blevet ledige efter at Vangede Skole var blevet overflyttet til Tjørnegårdsskolen, og i 1926 blev den første Vangede Kirke indviet som annekskirke til Gentofte Kirke. Herefter gik nogle år, og den 1. marts 1931 blev Vangede Sogn udskilt fra Gentofte Sogn og fik eget pastorat.
Den oprindelige kirke fra 1926 blev revet ned i 1970’erne og sognets kirke blev herefter Vangede Kirke tegnet af J.O. von Spreckelsen og indviet i 1974. 

## Område
Vangede Sogn omfatter bydelen Vangede, der i dag er sammenvokset med det Storkøbenhavnske byområde.
Sognet grænser op mod Buddinge Sogn, Søborggård Sogn, Jægersborg Sogn, Christians Sogn, Stengård Sogn, Dyssegård Sogn og Gentofte Sogn.  